# Zahorán Adrienne
Zahorán Adrienne (Békéscsaba, 1956. június 5. –) magyar rádióbemondó, műsorvezető, tanár.

## Életpályája
1956. június 5. született. Magyar-ének szakos tanári diplomát szerzett. 1985-ben bemondói pályája elején nyilatkozta:

„A rádióújságban megjelent apróhirdetésre jelentkeztem 1980 végén, mintegy kétszázadmagammal. A sok-sok szűrőt követően végül ketten maradtunk (Bérczy Krisztinával ), s bekerültünk a szerencsés két és fél-három tucatnyi ember közé, aki a rádió bemondójának nevezheti magát… Én rettenetesen szeretem ezt a munkát,…talán épp azt élvezem a legjobban, hogy nincs két egyforma nap. Szerdán hajnali háromkor kerülök ágyba, csütörtökön akkor kelek.  …hamar megtanultam a rádiósok tízparancsolatának legfontosabbikát: ahol mikrofon van elhelyezve, olyat mondani, ami nem mehetne adásba, szigorúan tilos!”

Rádióbemondógyakornokként Dömök Gábor tanítványa volt, de tanította mások mellett Wacha Imre, Péchy Blanka is. 1981-től lett rádióbemondó. A Rádió mindhárom adóján dolgozott, hírolvasó bemondóként és műsorvezetőként is. Rádiós munkái mellett előadóművészként is fellépett, konferált, és műsort vezetett. 
1995-ben a Magyar Rádió bemondóinak titkos szavazása alapján az év női bemondója nívódíjat vehette át Acél Annával együtt a budapesti Városháza dísztermében. (Abban az évben a férfiaknál Bátonyi György és Szalóczy Pál kapták meg ezt az elismerést.) 
26 évig volt a Magyar Rádió egyik népszerű bemondója. Utoljára 2007. december 23-án 14 órakor olvasta fel itt a híreket, így köszönt el: 

„Kedves Hallgatóink! Én, 26 évnyi szolgálat után megköszönöm megtisztelő figyelmüket, és elbúcsúzom önöktől! Zahorán Adrienne-t hallották, bemondóként utoljára..”

A Magyar Rádióban a 2000-es évek elején fokozatosan megszüntették a bemondói státuszokat, összevonták a hírszerkesztői munkával, és napjainkban már hírszerkesztő-bemondókat lehet hallani. 
A megváltozott bemondói munkáról mondta:

„Mi (rádióbemondók)… szolgálatba jártunk a Rádióba… Az nem egy munkahely volt, az egy nyolcvanvalahány éves szakmai műhely volt… Mindenkinek, minden héten, minden műsorral és minden adással teljesíteni kellett, mindent figyeltek. Mindent hallgattak. Le- és meghallgattak, olykor bekértek, és utána berendeltek és együtt elemezték ki veled. Folyamatos szakmai továbbképzés és folyamatos ellenőrzés volt, aminek most a teljes hiányát tapasztalom… 1981 óta – mióta beléptem a Magyar Rádió kapuján – úgy gondolom, hogy bemondónak lenni: az egy szakma. Előadói szakma! Különböző kiegészítő foglalkozásokat, mint amilyen például a szövegírás, hírszerkesztés fel lehet mellé venni, de a bemondó elsősorban előadói szakma! Úgy és olyan fokon kellene művelni, mint a színészetet. A bemondók természetesen nem színészek – de a színész sem drámaíró, aki írja a darabot, hanem elsősorban előadó, interpretáló…”

Szabadúszóként szinkronstúdiókban végez hangalámondásos feladatokat, narrációs munkákat. A televíziókban, mozikban számos film főcímét és stáblistáját tőle hallhatjuk. A Budaörs Rádió hírszerkesztője.
Férje: Szűcs Péter hangmérnök.

## Rádiós munkáiból
Műsorvezetőként:
- Zeneparádé (Kossuth Rádió)
- Hajnali dallamok (Petőfi Rádió)
- Muzsikáló reggel (Bartók Rádió)